# Экснес
Экснес — коммуна в фюльке Нурланн в Норвегии. Расположен на острове Лангёя и является частью региона Вестеролен. Административный центр коммуны — деревня Мюре.
Экснес получил статус коммуны 1 января 1838 года. Новая коммуна Лангенес была отделена от Экснеса 1 июля 1919 года, однако позже обратно вошла в состав коммуны Экснес 1 января 1964 года.

## Общая информация

### Название
Коммуна (первоначально приход) была названа в честь фермы Øksnes (старонорвежский: Yxnes), поскольку там была построена первая церковь. Первая часть названия, вероятно, происходит от исторического названия острова (старонорвежский: Yxn), окончание — слово nes, означающее мыс. Историческое название острова связывают со словом yxn (множественная форма слова uxi, означающего вол). Горы острова сравнивают со стадом волов.

### Герб
У коммуны современный герб. Он был принят в 22 августа 1986 года. На гербе изображены два чёрных рыбацких крючка на золотом фоне, как символ коммуны, зависящей от рыболовства и мореплавания.